# Jane Dee Hull
Jane Dee Hull (nacida como Jane Dee Bowersock; Kansas City, Misuri, 8 de agosto de 1935-Phoenix, Arizona, 16 de abril de 2020) fue una maestra y política estadounidense, gobernadora del estado de Arizona de 1997 a 2003.

## Primeros años y educación
Jane Dee Bowersock nació en Kansas City, Misuri el 8 de agosto de 1935. Hija de Justin Bowersock, un editor del periódico The Kansas City Star y de Mildred Swenson. Hull se graduó de la Universidad de Kansas con un bachillerato en educación. Fue maestra de educación elemental en Kansas City. Se mudó a Arizona en 1962, primero vivió en la reserva india Nación Navajo y luego se mudó a Phoenix.

## Vida personal
Jane Hull se casó con Terry Hull, un Obstetra en 1954, con quien tuvo cuatro hijos.

## Carrera política
Fue la primera gobernadora formalmente electa del estado de Arizona y la segunda gobernadora de este estado después de Rose Mofford.
Logró el cargo de gobernadora después de la dimisión del gobernador, Fife Symington en 1997. Posteriormente ganó las elecciones, permaneciendo en el cargo hasta 2003.

## Muerte
Falleció de causas naturales en su domicilio a los 84 años el 16 de abril de 2020, unas horas después del fallecimiento de su marido Terry.

## Honores
Una Escuela elemental le fue honrada, en Chandler, Arizona.